# Acinacodus
Acinacodus — вимерлий рід амфідонтидових «евтриконодонтів», який існував у місцезнаходження Шестаково 1 у Західному Сибіру, на початку крейдяного періоду. Описаний А. В. Лопатіним, Є. Н. Мащенко та А. О. Авер'яновим у 2010 р., типовий вид – Acinacodus tagaricus.